# Předseda vlády Srbska
Předseda vlády Srbské republiky (srbsky: Председник Владе Републике Србије) je hlavou vlády Srbska a nejvyšší exekutivní funkcí v Srbsku. Ústavně je srbský politický systém parlamentní, prezident má jen málo výkonné moci a klíčovou postavou je premiér. Od roku 2017 (nástup Aleksandara Vučiće do funkce prezidenta) však politologové zaznamenávají přechod k de facto poloprezidentskému systému, kdy role premiéra zjevně oslabila na úkor prezidenta. Tato změna ale nebyla zatím nijak ukotvena legislativně. Někteří politologové to vidí jako důsledek přímé volby prezidenta. Srbsko má také jistou tradici prezidentů, kteří si vydobyli neformálními prostředky větší moc, než by jim odpovídala dle ústavy (zejm. Slobodan Milošević). Premiér sídlí ve vládní budově na ulici Nemanjina v Bělehradě. Předsedu vlády volí Národní shromáždění na návrh prezidenta, který jej nominuje po konzultaci se všemi parlamentními lídry. Rezignace premiéra má za následek odvolání vlády. Prvním držitelem úřadu byl Matija Nenadović, který se stal ministerským předsedou 27. srpna 1805. 
Miloš Vučević se  ujal úřadu 2. května 2024. Po déletrvajících protestech, souvisejících s neštěstím na železniční stanici v Novém Sadu, oznámil 28. ledna 2025, že podá demisi. Formálně jemu a jeho vládě skončil mandát 18.března 2025.